# Collegio uninominale Lombardia - 01 (2017)
Il collegio elettorale uninominale Lombardia - 01 è stato un collegio elettorale uninominale della Repubblica Italiana per l'elezione del Senato tra il 2017 ed il 2022.

## Territorio
Come previsto dalla legge elettorale italiana del 2017, il collegio era stato definito tramite decreto legislativo all'interno della circoscrizione Lombardia.
Era formato da parte del territorio del comune di Milano, ovvero le zone centrali (Duomo, Brera, Ticinese) e le zone orientali limitrofe al centro città (Porta Romana, Città Studi, Loreto).
Il collegio era parte del collegio plurinominale Lombardia - 04.

## Eletti
| Elezione | Elezione | Senatore      | Partito             |
| -------- | -------- | ------------- | ------------------- |
|          | 2018     | Tommaso Cerno | Partito Democratico |
|          | 2020     | Tommaso Cerno | Indipendente        |
|          | 2021     | Tommaso Cerno | Partito Democratico |

## Dati elettorali

### XVIII legislatura
Come previsto dalla legge elettorale, 116 senatori erano eletti con sistema a maggioranza relativa in altrettanti collegi uninominali a turno unico.
| Candidati              | Candidati                    | Voti    | %     | Liste                           | Voti    | %     |
| ---------------------- | ---------------------------- | ------- | ----- | ------------------------------- | ------- | ----- |
|                        | Tommaso Cerno ✔️ Eletto      | 98 425  | 41,26 | Partito Democratico             | 70 192  | 29,42 |
| +Europa                | Tommaso Cerno ✔️ Eletto      | 98 425  | 41,26 | 25 054                          | 10,50   |       |
| Italia Europa Insieme  | Tommaso Cerno ✔️ Eletto      | 98 425  | 41,26 | 2 221                           | 0,93    |       |
| Civica Popolare        | Tommaso Cerno ✔️ Eletto      | 98 425  | 41,26 | 1 169                           | 0,49    |       |
|                        | Luigi Pagliuca               | 86 881  | 36,42 | Forza Italia                    | 38 442  | 16,11 |
| Lega                   | Luigi Pagliuca               | 86 881  | 36,42 | 35 563                          | 14,91   |       |
| Fratelli d'Italia      | Luigi Pagliuca               | 86 881  | 36,42 | 10 095                          | 4,23    |       |
| Noi con l'Italia - UDC | Luigi Pagliuca               | 86 881  | 36,42 | 2 930                           | 1,23    |       |
|                        | Giovanni Tacchini Velerio    | 34 354  | 14,40 | Movimento 5 Stelle              | 34 354  | 14,40 |
|                        | Roberto Escobar              | 11 279  | 4,73  | Liberi e Uguali                 | 11 279  | 4,73  |
|                        | Sergio Brenna                | 3 271   | 1,37  | Potere al Popolo!               | 3 271   | 1,37  |
|                        | Isabella Ligi                | 1 427   | 0,60  | CasaPound                       | 1 427   | 0,60  |
|                        | Filomena Musciolà            | 1 140   | 0,48  | Italia agli Italiani            | 1 140   | 0,48  |
|                        | Emanuela Pongiluppi Eleuteri | 998     | 0,42  | Il Popolo della Famiglia        | 998     | 0,42  |
|                        | Natale Azzaretto             | 477     | 0,20  | Per una Sinistra Rivoluzionaria | 477     | 0,20  |
|                        | Ruben Oddenino               | 310     | 0,13  | PRI - ALA                       | 310     | 0,13  |
| Totale                 | Totale                       | 238 562 | 100   |                                 | 238 562 | 100   |
|                        |                              |         |       |                                 |         |       |
| Voti non validi        | Voti non validi              | 5 377   | 2,20  |                                 |         |       |
| Votanti                | Votanti                      | 243 939 | 75,31 |                                 |         |       |
| Elettori               | Elettori                     | 323 928 |       |                                 |         |       |